# مادانگا
مادانگا (نام علمی: Madanga ruficollis) نام یک گونه از تیره چشم‌سفیدان است.